# Mitrophorus leucophaea
Mitrophorus leucophaea är en skalbaggsart som beskrevs av Blanchard 1850. Mitrophorus leucophaea ingår i släktet Mitrophorus och familjen Melolonthidae. Inga underarter finns listade i Catalogue of Life.